# 小行星1735
小行星1735（1735 ITA）是一颗围绕太阳公转的小行星。1948年9月10日，佩拉格婭·沙因在克里米亚发现了此天体。
該小行星以位於俄羅斯聖彼得堡的理論天文研究所（Institute for Theoretical Astronomy）命名。
这颗小行星的绝对星等为276.4771074417411等。